# خرگوش یه سوارکاره
«خرگوش یه سوارکاره» (به انگلیسی: Bunny Is a Rider) ترانه‌ای از خواننده-ترانه‌پرداز و تهیه‌کنندهٔ آمریکایی کارولین پولاچک می‌باشد که در ۱۴ ژوئیهٔ سال ۲۰۲۱ به‌عنوان تک‌آهنگ اصلی چهارمین آلبوم استودیویی وی تحت عنوان آرزو، می‌خوام تبدیل به تو بشم از سوی پرپچوال ناویس منتشر گردید. این ترانه با تحسین گسترده منتقدان روبه‌رو شد و پیچفورک آن را بهترین ترانهٔ سال ۲۰۲۱ نامید.